# هيثم مرابط
هيثم مرابط هو لاعب كرة قدم تونسي في مركز الوسط، ولد في 15 أكتوبر 1980 في قبلي في تونس. شارك مع منتخب تونس لكرة القدم. أما مع النوادي، فقد لعب مع النادي الأولمبي بمدنين والنادي الرياضي الصفاقسي والنجم الرياضي الساحلي ونادي المريخ.

## وصلات خارجية
- هيثم مرابط على موقع الاتحاد الدولي (مؤرشف)  (الإنجليزية)
- هيثم مرابط على موقع قاعدة بيانات كرة القدم.إي يو (الإنجليزية)
- هيثم مرابط على موقع ناشيونال فوتبول تيمز (الإنجليزية)